# Letovice
Letovice (en allemand : Lettowitz) est une ville du district de Blansko, dans la région de Moravie-du-Sud, en République tchèque. Sa population s'élevait à 7 215 habitants en 2024.

## Géographie
Letovice se trouve à 9 km au nord-ouest de Boskovice, à 21 km au nord de Blansko, à 40 km au nord de Brno et à 165 km à l'est-sud-est de Prague.

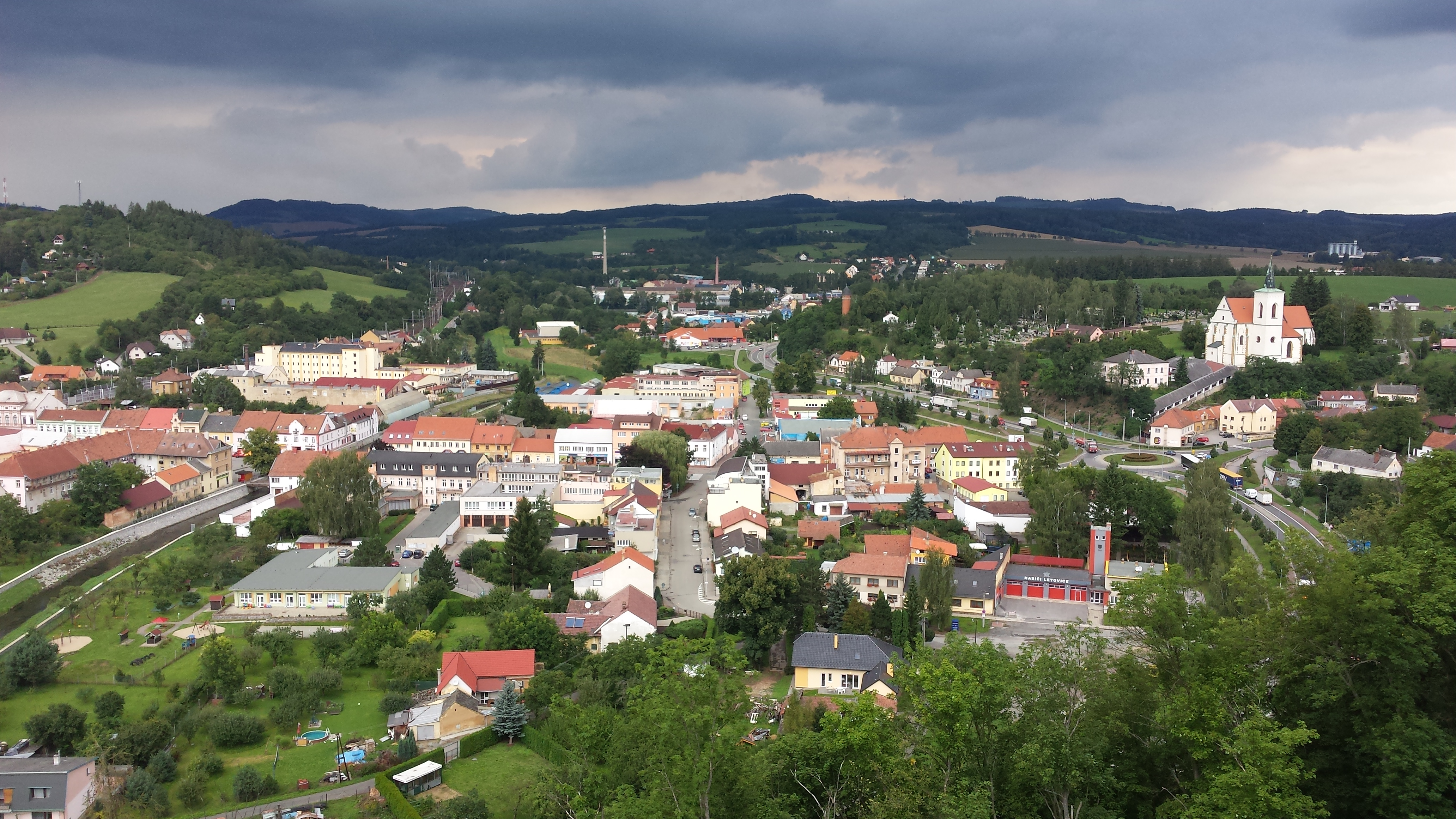
Letovice : vue générale.

La commune est limitée par Deštná, Horní Smržov et Velké Opatovice au nord, par Vanovice, Pamětice et Vísky à l'est, par Míchov, Svitávka et Nýrov au sud, et par Kunštát, Petrov, Sulíkov, Vranová, Lazinov, Stvolová, Skrchov, Rozhraní et Brněnec à l'ouest.

## Histoire
La première mention écrite de la localité date de 1145.

## Patrimoine
- Château de Letovice

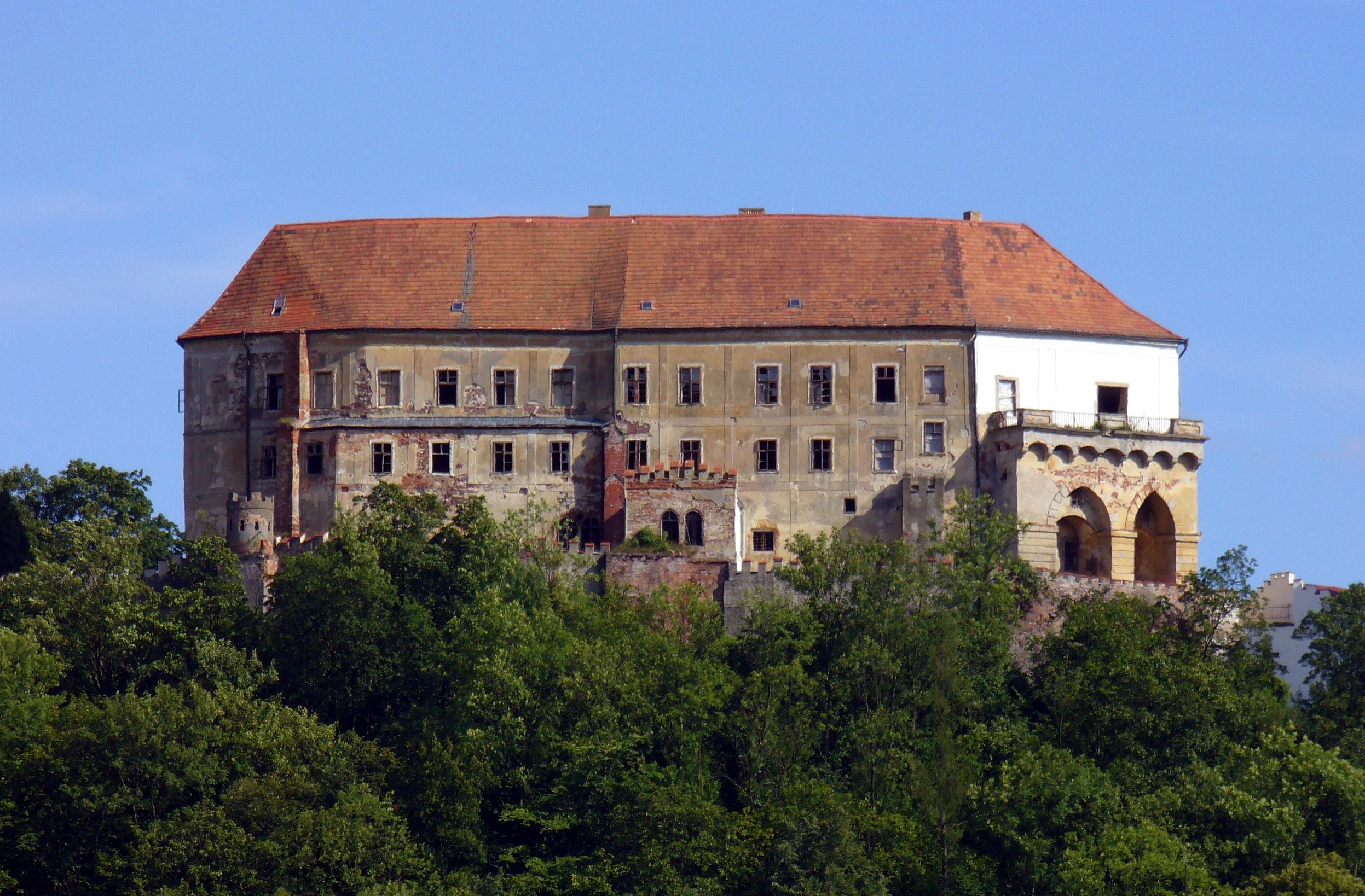
Vue générale du château.
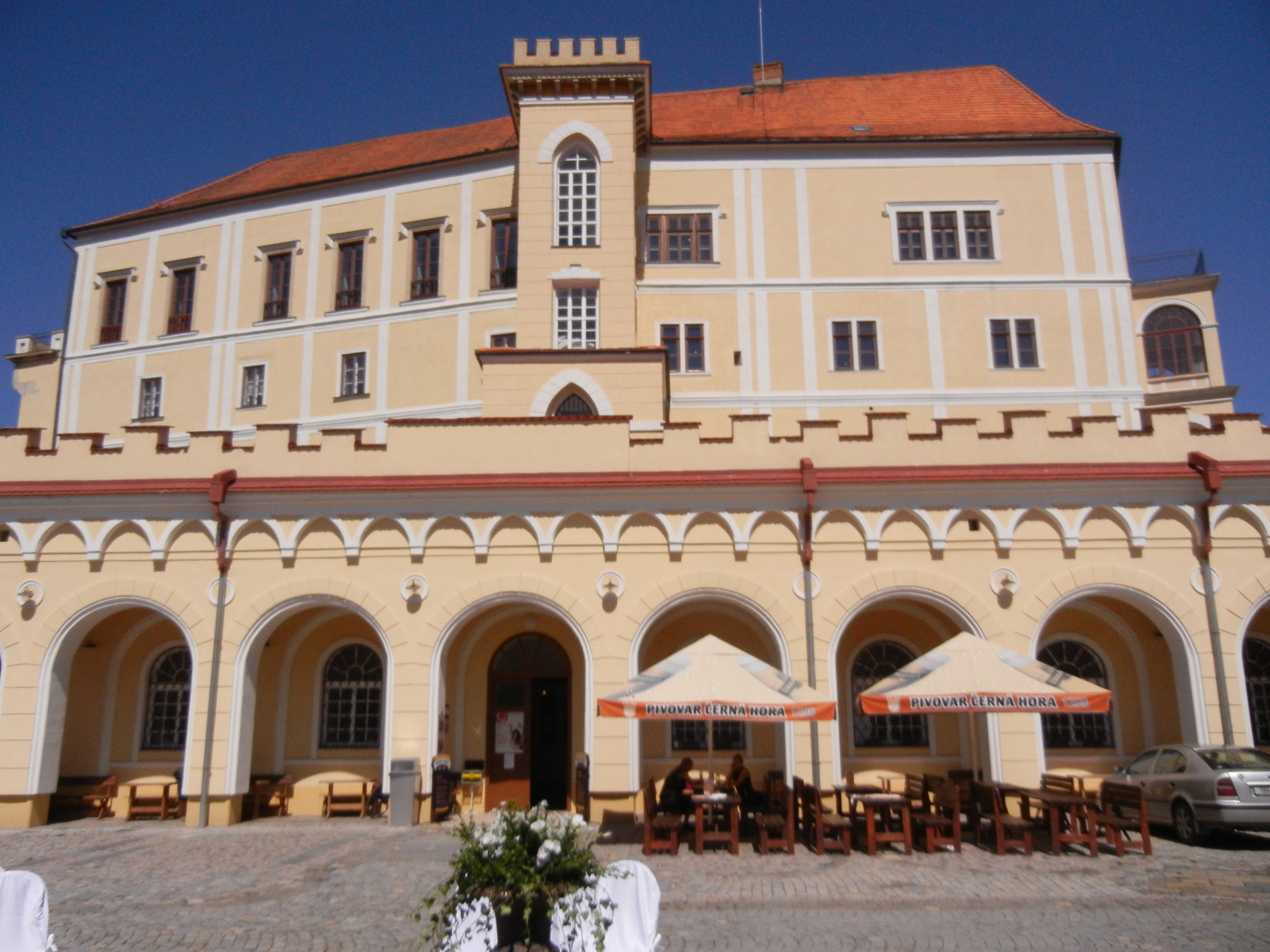
Cour intérieure du château.

- Patrimoine religieux

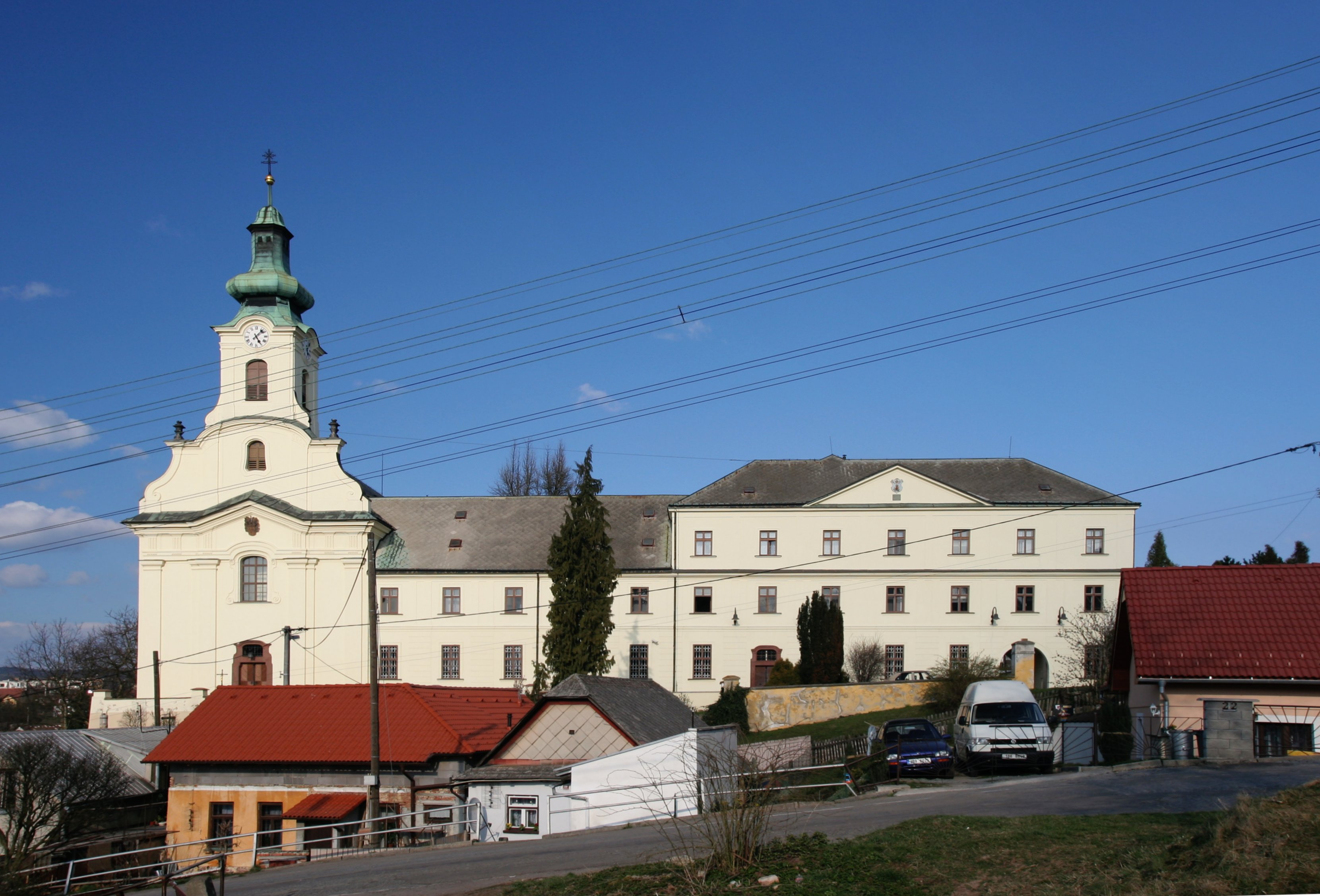
Monastère de Letovice.
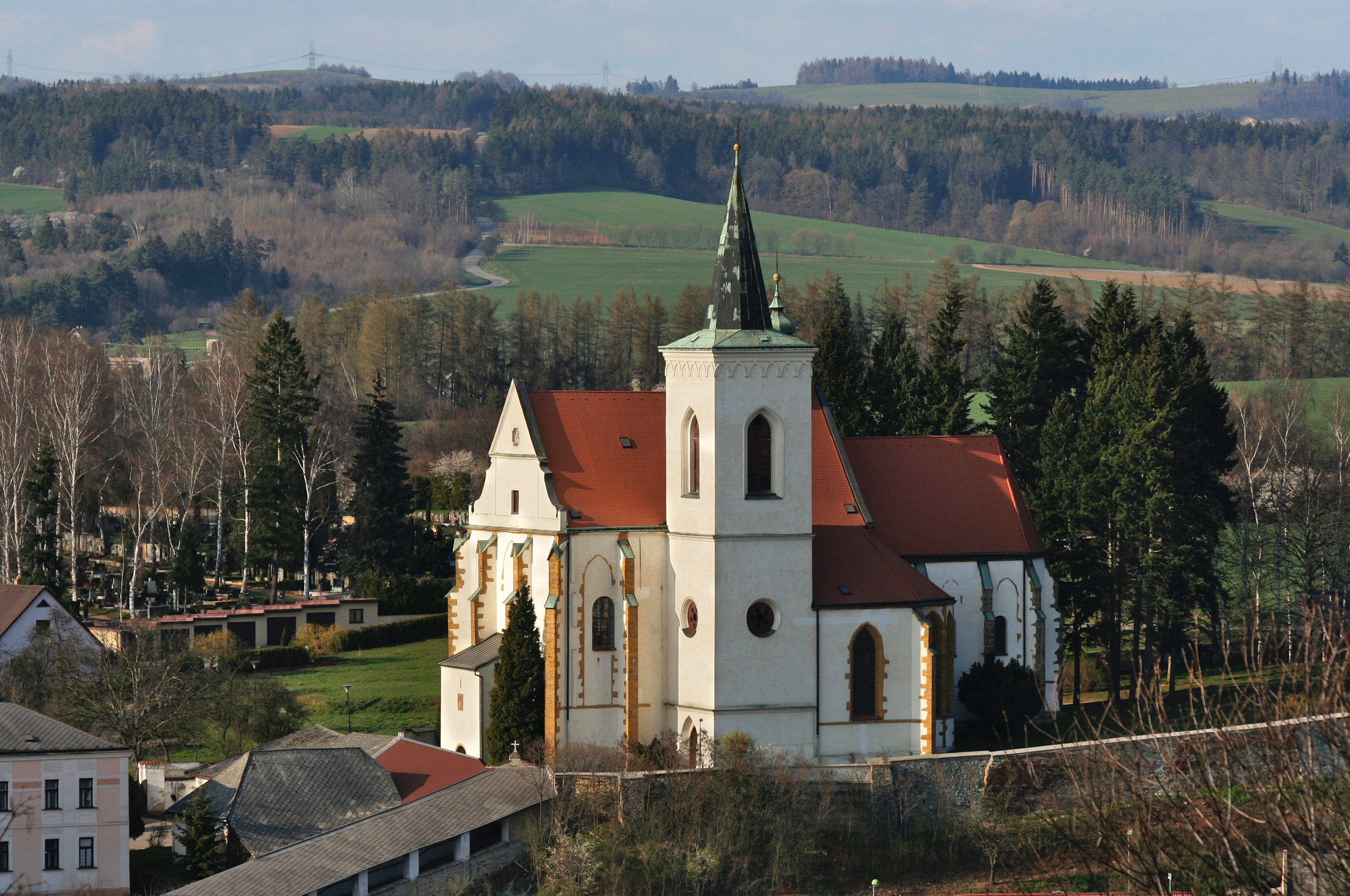
Église Saint-Procope.

## Transports
Par la route, Letovice se trouve à 12 km de Boskovice, à 24 km de Blansko, à 43 km de Brno et à 77 km de Prague.